# Medrești, Alba
Medrești este un sat în comuna Sohodol din județul Alba, Transilvania, România. În 2002 încă avea 4 locuitori, dar a devenit abandonat.

 Acest articol despre o localitate din județul Alba este deocamdată un ciot. Puteți ajuta Wikipedia prin completarea lui.